# Alex Cappa
Alex Cappa (Dublin, California, 27 de enero de 1995) es un jugador profesional estadounidense de fútbol americano que se desempeña en la posición de lineman en Cincinnati Bengals, equipo de la National Football League (NFL).

## Carrera
Fue seleccionado en la tercera ronda en la Reunión Anual de Selección de Jugadores de la NFL de 2018. Hizo su debut profesional con el equipo Tampa Bay Buccaneers, en el cual jugó tres temporadas (2018-2021), posteriormente pasó a Cincinnati Bengals, donde lleva jugando dos temporadas.